# サザン・パシフィック鉄道GS-4形蒸気機関車
サザン・パシフィック鉄道GS-4形蒸気機関車（サザン・パシフィックてつどうGS-4がたじょうききかんしゃ、英語: Southern Pacific class GS-4）はサザン・パシフィック鉄道で運行されていた車軸配置4-8-4の流線型蒸気機関車である。ライマ・ロコモティブ・ワークスで1941年から1958年にかけて4430号から4457号まで生産された。GSとは"Golden State"（ゴールデン・ステート カリフォルニア州の愛称）、若しくは"General Service"（一般サービス）を意味する。
GS-3とGS-4の外観上の違いはいくつかあるが、GS-4には前照灯が2つある。上の前照灯はマーズライトである。
GS-4はサザン・パシフィック鉄道の高速旅客輸送用に設計され、コースト・デイライトなどの旅客列車に使用された。

## 保存
4449号機が2021年現在も動態保存されている。当初はオレゴン州ポートランドのオークス公園に保存されていたが、1975年に動態復元され、同年8月から1976年12月までアメリカ合衆国建国200周年の祝賀行事でアメリカン・フリーダム・トレインとして運行された。現存するGS-4形式は当機が唯一で、それ以外の車両は用途廃止後、全て廃棄処分されている。